# Mandato vitalicio
Un mandato vitalicio o servicio mientras se mantenga buena conducta  es un mandato que dura toda la vida del titular del cargo, a menos que éste sea destituido por causa justificada de mal comportamiento en el cargo, circunstancias extraordinarias o decida dimitir personalmente.
Algunos jueces y miembros de cámaras altas (por ejemplo, senadores vitalicios) son vitalicios. El objetivo principal del cargo vitalicio es aislar al titular de las presiones externas. Algunos jefes de Estado, como los monarcass y los presidentes vitalicios, también son vitalicios. Los jueces federales de los Estados Unidos son vitalicios una vez nombrados por el presidente y confirmados por el Senado.
En algunos casos, el mandato vitalicio dura sólo hasta una edad de jubilación obligatoria. Por ejemplo, los senadores canadienses son nombrados de por vida, pero están obligados a jubilarse a los 75 años. Del mismo modo, muchos jueces, incluidos los Jueces de la Corte Suprema del Reino Unido, son vitalicios, pero deben jubilarse a los 70 años.
La titularidad vitalicia también existe en diversas organizaciones religiosas. El Papa, como Obispo de Roma y líder de la Iglesia Católica, es vitalicio, pero los demás obispos católicos deben presentar su dimisión a los 75 años.
A los profesores de alto nivel de las instituciones académicas también se les puede conceder la titularidad académica vitalicia, con la que se pretende proteger los principios de la libertad académica.